# N-03B
docomo STYLE series N-03B（ドコモ スタイル シリーズ エヌ ゼロ さん ビー）は、NECによって開発された、NTTドコモの第三世代携帯電話（FOMA）端末である。docomo STYLE seriesの端末。

## 概要
「美しさが長持ち」をコンセプトに開発された。背面の端末塗装には、日産自動車や東京大学、アドバンスト・ソフトマテリアルズらが開発した「SCRATCH SHIELD」を採用。塗装がはがれにくく、万が一はがれてしまってもキズが広がりにくい。またN-02Aに比べ、硬度が約5倍にアップし、日常生活での擦りキズに強いハードコートを表面塗装に採用。IPX5/IPX7等級の防水性能も備える。電池残量に応じ省電力機能を制御する「ECOモード」を搭載。このほかに加速度センサーによる自動横画面切り替えや、万歩計機能を搭載する。
この年の5月1日をもって日本電気の携帯電話事業がNECカシオ モバイルコミュニケーションズに移管されたため、本機種は日本電気名義で製造された最後の端末となった。また、日本電気名義で製造された最初で最後の防水端末でもある。
| 主な対応サービス                   | 主な対応サービス                                                    | 主な対応サービス                       | 主な対応サービス                                 |
| ---------------------------------- | ------------------------------------------------------------------- | -------------------------------------- | ------------------------------------------------ |
| タッチパネル                       | FOMAハイスピード7.2Mbps                                             | Bluetooth                              | DCMX／おサイフケータイ                           |
| iアプリオンライン／地図アプリ      | 直感ゲーム／メガiアプリ                                             | iウィジェット                          | マチキャラ／iコンシェル                          |
| ホームU／ポケットU                 | GPS／ケータイお探し                                                 | デコメール／デコメ絵文字／デコメアニメ | iチャネル                                        |
| 着もじ                             | テレビ電話／キャラ電                                                | ケータイデータお預かりサービス         | フルブラウザ                                     |
| おまかせロック／バイオ認証         | 外部メモリーへiモードコンテンツ移行／ユーザーデータ一括バックアップ | トルカ                                 | iC通信／iCお引越しサービス                       |
| きせかえツール／ダイレクトメニュー | バーコードリーダ／名刺リーダ                                        | 2in1                                   | エリアメール／ソフトウェアーアップデート自動更新 |
| GSM／3Gローミング（WORLD WING）    | 着うたフル／うた・ホーダイ                                          | Music&Videoチャネル／ビデオクリップ    | デジタルオーディオプレーヤー(WMA)(AAC)(SD-Audio) |

## 歴史
- 2009年10月30日 - 電気通信端末機器審査協会（JATE）通過。
- 2009年XX月XX日 - 技術基準適合証明（TELEC）通過。
- 2009年11月10日 - F-01B - F-02B - F-03B - F-04B - L-01B - L-02B - L-03B - N-01B - N-02B - N-03B - P-01B - P-02B - P-03B - SH-01B - SH-02B - SH-03B - SH-04B - SH-05B - SC-01Bの開発を発表。
- 2010年1月～2月 - 発売予定。
- 2010年1月23日 - 発売。

## 不具合
- 2011年3月9日 - 以下の不具合改修をソフトウェア更新で実施
  - iモード通信時に、画像ファイルのアップロードができない場合がある。